# 蟹江町立須西小学校
蟹江町立須西小学校（かにえちょうりつ すにししょうがっこう）は、愛知県海部郡蟹江町須成西6-114にある公立小学校。

## 地理
海部郡蟹江町でもっとも北に位置する小学校である。須成地区には須成祭を開催する冨吉建速神社・八劔社（須成神社）があり、また龍照院がある。敷地は蟹江川のすぐ西側にある。校舎がある敷地と南運動場がある敷地は、道路の下を通るトンネルで結ばれている。
1905年（明治38年）には須成村が〈旧〉蟹江町・西ノ森村・新蟹江村と合併して〈新〉蟹江町となると、2年後の1907年（明治40年）2月28日には、須成村立須成尋常小学校と西ノ森村立西之森尋常小学校が合併し、蟹江町立須西小学校が開校した。2016年（平成28年）12月には須成祭が「山・鉾・屋台行事」の一部としてユネスコの無形文化遺産に登録された。

## 沿革
- 1907年（明治40年）2月28日 - 須成尋常小学校と西之森尋常小学校が合併し、海東郡蟹江町立須西尋常小学校が開校[1]。
- 1941年（昭和16年） - 蟹江町立須西国民学校に改称[1]。
- 1947年（昭和22年） - 蟹江町立須西小学校に改称[1]。
- 1959年（昭和34年）10月 - 全国PTA大会で文部大臣表彰[1]。
- 1975年（昭和50年）4月10日 - 南運動場を開設[1]。
- 1980年（昭和55年）3月 - 体育館（屋内運動場）を開設[1]。
- 1981年（昭和56年）7月 - プール竣工[1]。
- 2016年（平成28年） - 全教室に冷暖房設備を設置。

### 児童数の変遷
『愛知県小中学校誌』（2018年）によると、児童数の変遷は以下の通りである。
| 1947年（昭和22年） | 344人 |  |
| 1957年（昭和32年） | 349人 |  |
| 1967年（昭和42年） | 387人 |  |
| 1977年（昭和52年） | 865人 |  |
| 1987年（昭和62年） | 500人 |  |
| 1997年（平成9年）  | 375人 |  |
| 2007年（平成19年） | 315人 |  |
| 2017年（平成29年） | 330人 |  |